# نیک لاو
نیک لاو (انگلیسی: Nick Love؛ زادهٔ ۲۴ دسامبر ۱۹۶۹) کارگردان فیلم اهل انگلستان است. وی از سال ۱۹۹۵ میلادی تاکنون مشغول فعالیت بوده‌است.

## فیلم‌شناسی
- دارودسته
- کسب‌وکار
- قهرمان آمریکایی